# Хашиев, Магомед Хамитович
Магоме́д Хами́тович Хаши́ев (4 октября 1977, Орджоникидзевская, Чечено-Ингушская АССР, РСФСР, СССР — 10 октября 2004, Назрань, Ингушетия, Россия) — ингушский полевой командир, участник чеченского сепаратистского подполья на Северном Кавказе, «эмир Сунженского района». Один из организаторов теракта в Беслане.
Во время Первой и Второй чеченской войны Магомед Хашиев сражался на стороне чеченских сепаратистов. В начале 2000-х годов он напрямую участвовал в организации и осуществлении ряда крупных атак против военнослужащих, сотрудников правоохранительных органов и мирного населения на территории России, включая захват заложников на Дубровке, подрыв военного госпиталя в Моздоке и рейд на Назрань. Будучи руководителем ингушского джамаата «Халифат», Хашиев принял непосредственное участие в подготовке захвата заложников в школе № 1 г. Беслана в сентябре 2004 года. В результате оперативно-розыскных мероприятий Магомед Хашиев был блокирован правоохранительными органами в своём убежище в пригороде Назрани и убит сотрудниками ЦСН ФСБ в ходе контртеррористической операции.

## Биография
Магомед Хашиев родился в ингушской станице Орджоникидзевская (бывш. Слепцовская) в 1977 году. В ходе Первой и Второй чеченской войны он сражался на стороне чеченских сепаратистов, находясь в составе отряда арабского наёмника Абу аль-Валида. Во время Первой чеченской кампании Магомед Хашиев участвовал в организации обороны грозненского района Катаяма; его бандгруппа терроризировала Ачхой-Мартановский район Чечни и Сунженский район Ингушетии, расстреливая колонны федеральных войск и совершая заказные убийства. Хашиев прошёл подготовку в одном из лагерей полевого командира Хаттаба, располагавшемся в окрестностях чеченского села Сержень-Юрт.
Вместе с Рустамом Ганиевым и Абубакаром Висимбаевым Хашиев входил в специальную бригаду, которая по поручению Шамиля Басаева занималась вербовкой террористок-смертниц. Подготовленные Магомедом Хашиевым «шахидки» приняли участие в захвате Театрального центра на Дубровке, а также взрывали себя в Москве и Моздоке. Среди других терактов, к которым был причастен Хашиев — взрыв военного госпиталя в Моздоке 1 августа 2003 года, подрыв здания УФСБ Ингушетии в Магасе и поезда «Назрань — Москва» в сентябре-октябре того же года, а также покушение на президента Ингушетии Мурата Зязикова в апреле 2004 года.
В 2003 году на сходке руководителей чеченских сепаратистов, участие в которой принимали Аслан Масхадов и Басаев, Магомед Хашиев был назначен руководителем воссозданного на территории Назрановского района Ингушетии джамаата «Халифат», став доверенным лицом арабского наёмника Абу Дзейта — главного куратора «Аль-Каиды» в республике. Кроме того, Хашиев получил титул «эмира боевиков Сунженского района». Однако Хашиев не пользовался уважением участников своей бандгруппы: задержанные боевики обвиняли его в высокомерии, расхищении финансовых средств банды, а также в сексуальной связи с эмиссаром «Аль-Каиды» Абу Дзейтом.
По оперативным данным, во время перемещений по Чечне и Ингушетии Хашиев постоянно носил на себе «пояс шахида».
Магомед Хашиев являлся одним из организаторов и непосредственным участником рейда боевиков на Ингушетию в ночь с 21 на 22 июня 2004 года. В ночь нападения Хашиев и члены его банды, переодевшись в камуфляжную униформу и надев маски, выдвинулись на четырёх автомобилях в расположение 137-го погранотряда в центре Назрани и затем обстреляли здание, где размещались пограничники, из автоматического оружия и гранатомётов.
Согласно материалам следствия, Магомед Хашиев также принял участие в планировании и организации захвата школы № 1 в Беслане 1 сентября 2004 года. В середине августа 2004 года Хашиев присутствовал на совещании главарей бандформирований, на котором Шамиль Басаев заявил о завершении приготовлений к нападению на бесланскую школу. По показаниям одного из арестованных боевиков, через несколько дней после теракта в Беслане его лагерь посетили Магомед Хашиев и Абу Дзейт; в ходе разговора с бандитами они заявили, что захват заложников в школе № 1 был предпринят с целью выдвижения политических требований.
Российские спецслужбы несколько раз объявляли о ликвидации Хашиева, однако эта информация впоследствии не подтверждалась. В первый раз о его смерти сообщили после ареста участников бригады «эмира Грозного» Хамзата Тазабаева летом 2003 года. 17 апреля 2004 года четыре боевика из отряда Абу аль-Валида, заняв оборону в подвале одного из домов в ингушской станице Орджоникидзевская, несколько часов вели бой с сотрудниками правоохранительных органов и были уничтожены после того, как милиционеры бросили в подвал несколько ручных гранат. Тогда также было объявлено, что среди убитых бандитов был опознан не кто иной, как «эмир Сунженского района» Хашиев.
10 октября 2004 года в УФСБ Ингушетии поступили данные о том, что в доме № 18 по улице Чабиева на окраине Назрани было обнаружено несколько боевиков. В их числе были Магомед Хашиев, его однофамилец Саид Хашиев и ещё один боевик Магомед Костоев; вместе с ними в доме находились жёны Саида и Магомеда Хашиева, а также пятеро их детей. Около 19 часов вечера спецназ ФСБ блокировал подходы к дому № 18. Спецслужбы попытались вступить в переговоры и убедить боевиков отпустить членов их семей. Те отказались сдаваться и открыли по спецназу огонь из автоматов, используя при этом собственных жён и детей в качестве «живого щита» (по другой версии, в ходе переговоров дом покинула женщина с ребёнком; прикрывая её, двое сотрудников спецназа получили тяжёлые ранения). Когда к осаждённому дому выдвинулись бронетранспортёры, Магомед Хашиев попытался спастись бегством, поручив оставшимся в доме бандитам прикрыть его отход. Ему удалось пересечь внутренний двор и перепрыгнуть через забор, но, оказавшись за ограждением, он был убит пулемётной очередью.